# دانيلو بارثيل
دانيلو بارثيل (بالألمانية: Danilo Barthel)‏ مواليد 24 أكتوبر 1991م، هو لاعب كرة سلة ألماني بدأ مسيرته الاحترافية في سنة 2011م، ويحمل الرقم 21. يبلغ طوله 6 قدم 10 بوصة (2.1 م).

## روابط خارجية
- دانيلو بارثيل على موقع الاتحاد الدولي لكرة السلة (الإنجليزية)
- دانيلو بارثيل على موقع كرة السلة الأوروبية.كوم (الإنجليزية)
- دانيلو بارثيل على موقع ريلجم (الإنجليزية)
- دانيلو بارثيل على موقع بروبوليرز (الإنجليزية)
- دانيلو بارثيل على موقع سبورتس رفرنس (الإنجليزية)
- دانيلو بارثيل على موقع أوليمبيديا (الإنجليزية)
- دانيلو بارثيل على موقع اللجنة الأولمبية الألمانية (الألمانية)